# ريناتو كورونا
ريناتو كورونا هو قاضي فلبيني، ولد في 15 أكتوبر 1948 في Santa Ana, Manila ‏ في الفلبين، وتوفي في 29 أبريل 2016 في باسيج في الفلبين بسبب نوبة قلبية.